# Synagoga w Rymanowie (ul. Bieleckiego)
Synagoga w Rymanowie – nieistniejąca synagoga znajdująca się w Rymanowie przy ulicy Bieleckiego, poniżej synagogi głównej.
Synagoga została zbudowana prawdopodobnie w XVIII wieku. W budynku mieściły się sale do studiowania Tory i Talmudu. Podczas II wojny światowej hitlerowcy zdewastowali synagogę. Po zakończeniu wojny synagoga została zburzona.